# Robert Charpentier
Pour les articles homonymes, voir Charpentier.

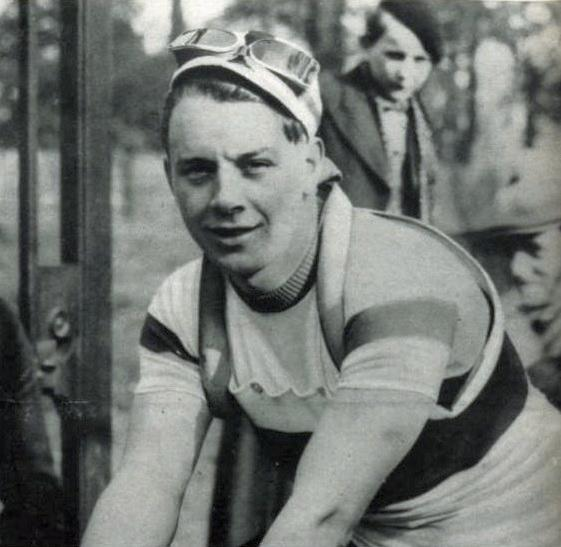
Robert Charpentier en 1934.

Robert Charpentier, né le 4 avril 1916 à Maule (Yvelines) et mort le 29 octobre 1966 à Issy-les-Moulineaux, est un coureur cycliste français.

## Biographie
Orphelin très jeune, il débute rapidement dans la vie comme garçon boucher.
Il entre au début de 1933 au C.S. 15e. Il finit alors deuxième de la demi-finale du Premier Pas Dunlop, terminant sixième en finale, puis il remporte Paris-Malesherbes (comptant pour le Prix Yellow), et le lendemain Paris-Chartres. 
En 1934, il gagne le championnat de la Boucherie, Paris-Saint-Quentin, Paris-Mouy, Paris-Cayeux, et Paris-Contres.
En octobre 1935, il gagne l'Omnium des jeunes routiers, au Vel'Div'. En août 1936, il est deuxième de Paris-Dieppe.
En 1936, il est surtout triple champion olympique, sur route individuel et par équipes, ainsi que sur piste en poursuite par équipes. Il est alors licencié au Vélo Club de Levallois (le VCL), ainsi que Guy Lapébie, second de l'épreuve individuelle sur route et Jean Goujon, membre de l'équipe de poursuite par équipe.
Guy Lapébie lui contesta toujours sa victoire dans l'épreuve sur route olympique individuelle. L'entraîneur olympique s'appelait Paul Ruinart.
Le 14 juin 2005, le palais des sports Robert-Charpentier (5e surface sportive européenne couverte, avec trois gymnases) était inauguré par Jean-François Lamour à Issy-les-Moulineaux.
Il est enterré au cimetière de Trivaux à Meudon.

## Palmarès
- Amateur
  - 1933-1934 : 7 victoires
- 1934
  - Paris-Contres
  - Paris-Cayeux
  - Paris-Saint-Quentin
  - Paris-Mouy
- 1935
  -  Champion de France des sociétés
  - Grand Prix de Saint-Denis
  - Paris-Falaise
  - Championnat de Paris-Banlieue
  - Paris-Briare
  - 2e du championnat de France sur route amateurs
  -  Médaillé d'argent du championnat du monde sur route amateurs
- 1936
  -  Champion olympique sur route
  -  Champion olympique sur route par équipes (avec Robert Dorgebray et Guy Lapébie)
  -  Champion olympique de poursuite par équipes (avec Roger-Jean Le Nizerhy, Jean Goujon et Guy Lapébie)
  - Paris-Évreux
  - Paris-Conches
  - 2e de Paris-Dieppe
  - 10e du championnat du monde sur route amateurs

## Résultat sur le Tour de France
1 participation
- 1947 : abandon (2e étape)